# Bärbuskar
Bärbuskar är buskar med ätliga bär. De förekommer ofta i trädgårdar, men det finns även förvildade typer i skog och mark. 
Exempel på bärbuskar som ofta finns till försäljning i plantskolor:
- Svarta vinbär
- Röda vinbär
- Vita vinbär (albinoform av röda vinbär)
- Gröna vinbär (albinoform av svarta vinbär)
- Krusbär
- Blåbär
- Hallon
- Björnbär
- Kiwi
- Fläder
- Aroniabär
- Havtorn